# Bondwell
Bondwell är en tillverkare av datorer
De sålde från början en rad Z80, CP/M-80 baserade Osborne-liknande bärbara datorer såsom Bondwell-12, Bondwell-14 (1984) och Bondwell-16 (1985). Bondwell köpte 1984 en majoritetspost i Specravideo som kom att tillverka bl.a. MSX datorer och joysticks. Företaget omvandlades 1993 till Remotec Technologies Ltd.
Bondwell-8 var en bärbar dator med 512 KiB RAM-minne och en Intel 80C88 processor på 4,77 MHz. Den hade en bakgrundsbelyst skärm som kunde visa 80x25 rader text, eller 640x200 pixlars monokrom grafik. Den hade också en inbyggd diskettläsare som kunde läsa 3,5-tums 720 KB MS-DOS-formaterade disketter.
Bondwell B100 var en bärbar dator med9.83MHz Nec V30 CPU, 512K RAM, 1MB ROM, parallel och serial portar, NiCad eller alkaline batteri (Option: 2400bps modem)
Bondwell-8T var en bärbar dator med 1024 KiB RAM-minne, 16KB videoram (statiskt) och en Intel 80C88 processor på 4.77/8 MHz växlingsbart, sockel för 80C87 matteprocessor. Den hade en bakgrundsbelyst skärm som kunde visa 80x25 rader text, eller 640x200 pixlars monokrom grafik. Den hade också två inbyggd diskettläsare som kunde läsa 3,5-tums 720 KB MS-DOS-formaterade disketter.
Bondwell-38 var en stationär dator med 640 KiB RAM-minne, en Intel 80C88 processor på 4.77/10 MHz växlingsbart, sockel för 80C87 matteprocessor
Bondwell har också producerat en rad 286-baserade bärbara datorer.